# Stor skjaller
Stor skjaller (Rhinanthus serotinus) er en enårig plante med lysegule blomster, som ses i maj til august. Planten er en halvsnylter, der især udnytter forskellige græsater som værtplanter. Derved kan den skade udbyttet af foderplanter. Omvendt kan arten benyttes til at undertrykke græsserne i dyrkede blomsterenge.

## Beskrivelse
Stor skjaller er en enårig, urteagtig plante, som har en opret og firkantet, forgrenet stængel med korte, brune hår. Bladene er modsat stillede og lancetformede med grove tænder. Oversiden er mørkegrøn, mens undersiden er lysegrøn. Blomstringen foregår i maj-august, hvor man finder blomsterne samlet i toppen af stænglerne. De enkelte blomster er 5-tallige og tosidet symmetriske med løvbladlignende støtteblade og oppustet bæger. Kronbladene er gule og sammenvoksede til et langt kronrør med violette tænder. Frugterne er kapsler med mange frø.
Planten er en halvsnylter, hvis rødder trænger ind i rødderne hos græsser og henter vand, mineralske gødningsstoffer og forskellige organiske stoffer derfra.
Stor skjaller kan blive ca. 40 cm høj og ca. 25 cm bred.

## Hjemsted
Arten har sin naturlige udbredelse i Tyrkiet, Kaukasus og det vestlige Sibirien samt i Bulgarien, Kroatien, Serbien, Slovenien, Østrig, Tjekkiet, Slovakiet, Ungarn, Hviderusland, Polen, Ukraine, Moldova, Den russiske Føderation, Litauen, Letland, Estland, Finland, Norge, Sverige, Storbritannien, Nederlandene, Belgien, Tyskland, Schweiz og Frankrig.
I Danmark er stor skjaller knyttet til voksesteder i fuld sol til let skygge på en jordbund, der er let kalkholdig og næringsfattig. Derfor er den ret almindelig på enge og strandenge, i klitlavninger, fugtig hede og i kornmarker. 
Stor Skjaller er udvalgt som indikatorart for vellykkede naturområder med høj biodiversitet. Her kan arten findes sammen sammen med bl.a. almindelig brunelle, almindelig kællingetand, almindelig mælkeurt, blåmunke, djævelsbid, engelsød, gul snerre, hedelyng, håret høgeurt, katteskæg, klokkelyng, kratviol, liden klokke, lægeærenpris, markkrageklo, smalbladet timian, tormentil og trævlekrone

## Anvendelse
Der tales for tiden (2020) meget om, hvordan skjaller - både liden skjaller og stor skjaller - kan bruges til hæmning af græssernes vækst på steder, hvor de er uønskede. Dette gælder f.eks. ved anlæg af blomsterenge.
Plantens snylten på græsserne har været kendt i århundreder, og man vidste, at den kunne give mærkbar nedgang i udbyttet af høstet korn.

## Galleri
- Vækstform
- Blade
- Blomst
- Habitat